# Мэри Пикфорд (коктейль)
«Мэри Пикфорд» (англ. Mary Pickford) — алкогольный коктейль, появившийся во времена сухого закона в США. Смешивается на основе светлого рома, ананасового сока, гренадина и бесцветного сухого фруктового ликёра, изготавливаемого из мараскиновой вишни. Классифицируется как коктейль на весь день (англ. All day cocktail). Входит в число официальных коктейлей Международной ассоциации барменов (IBA), категория «Незабываемые» (англ. Unforgettables). Смешивается в шейкере, подаётся охлаждённым, часто с коктейльной вишней в качестве гарнира.
Название коктейлю дано в честь американской актрисы канадского происхождения Мэри Пикфорд (1892—1979), для которой он был придуман. Считается, что коктейль создан либо Эдди Вёльке, либо Фредом Кауфманом в отеле «Насьональ де Куба», где Пикфорд останавливалась во время пребывания в Гаване вместе с Чарли Чаплином и Дугласом Фэрбенксом.

## Рецепты
По официальному рецепту Международной ассоциации барменов в состав коктейля входят 60 мл светлого рома, 10 мл мараскина, 60 мл свежевыжатого ананасового сока, 10 мл гренадина. Ингредиенты смешиваются в шейкере и сцеживаются в коктейльную рюмку.
В рецепте, приписываемом Эдди Вёльке, соотношение компонентов иное:
на две унции светлого рома берётся одна унция ананасового сока и к ним добавляется по чайной ложке гренадина и мараскина. Ингредиенты смешиваются в шейкере, сцеживаются в охлаждённую коктейльную рюмку и подаются с гарниром из коктейльной вишни.